# Casalborgone
Casalborgone és un comune (municipi) de la ciutat metropolitana de Torí, a la regió italiana del Piemont, situat a uns 20 quilòmetres al nord-est de Torí. A 1 de gener de 2019 la seva població era de 1.887 habitants.
Casalborgone limita amb els següents municipis: San Sebastiano da Po, Lauriano, Castagneto Po, Rivalba, Tonengo, Aramengo, Berzano di San Pietro i Cinzano.